# Oxyethira acegua
Oxyethira acegua är en nattsländeart som beskrevs av Angrisano 1995. Oxyethira acegua ingår i släktet Oxyethira och familjen smånattsländor. Inga underarter finns listade i Catalogue of Life.